# Почти ничего
«Почти ничего» (фр. Presque Rien) — драма 2000 года режиссёра Себастьена Лифшица история романтических отношений двух молодых людей.

## Сюжет

Седрик и Матьё

Матьё — девятнадцатилетний молодой человек, который проводит лето вместе с родственниками на побережье в западной Франции. Его мать в это время переживает тяжёлую депрессию в связи со смертью от рака своего четырёхлетнего сына. Однажды на пляже, Матьё встречает парня по имени Седрик, который торгует сладостями в кафе. Парни проявляют по отношению друг к другу взаимную симпатию. Очень быстро их отношения перерастают в любовную связь, которая полностью меняет представления Матьё о самом себе.
О своих отношениях он рассказывает матери, которая не слишком одобрительно воспринимает это известие, но, тем не менее, не вмешивается в жизнь сына. Отношения с сестрой, и без того напряжённые, портятся окончательно. Все это ложится на Матьё тяжёлым эмоциональным грузом. Перед ним встаёт выбор: продолжить учёбу в Париже, либо уехать и начать новую жизнь с Седриком в Нанте. Он выбирает последнее, что приводит к весьма тяжёлым последствиям. Для страстного Седрика любовь — это просто физическая связь. Матьё же этого недостаточно.
Фильм изобилует флэшфорвардами, в которых показана жизнь Матьё спустя 18 месяцев. Герой пытается покончить с собой и попадает в больницу, где проходит принудительный недельный курс терапии. Он скрывает произошедшее от своей семьи и пытается понять, как ему дальше жить. Он прекращает все отношения с Седриком. Чтобы разобраться в себе, Матьё, по совету врача возвращается на побережье, туда, где всё началось. Он устраивается уборщиком в один из баров и встречает Пьера, бывшего бой-френда Седрика, с которым у него, возможно, есть шанс начать новые отношения.

## В ролях
- Жереми Элькайм — Матьё
- Стефан Ридо — Седрик
- Доминик Реймон — мать Матьё
- Мари Матерон — Анник

## Саундтрек
В фильме звучат песни популярного во Франции певца и композитора ирландского происхождения Перри Блейка (из его альбома «Still Life»).

## Интересные факты
- Афишу к фильму сделали знаменитые французские фотографы Пьер и Жиль[3]
- Повествование в фильме ведётся не в хронологическом порядке: для создания визуального контраста между различными психологическими состояниями Матьё, настоящее время сочетается со сценами из прошлой жизни героев.